# Haab

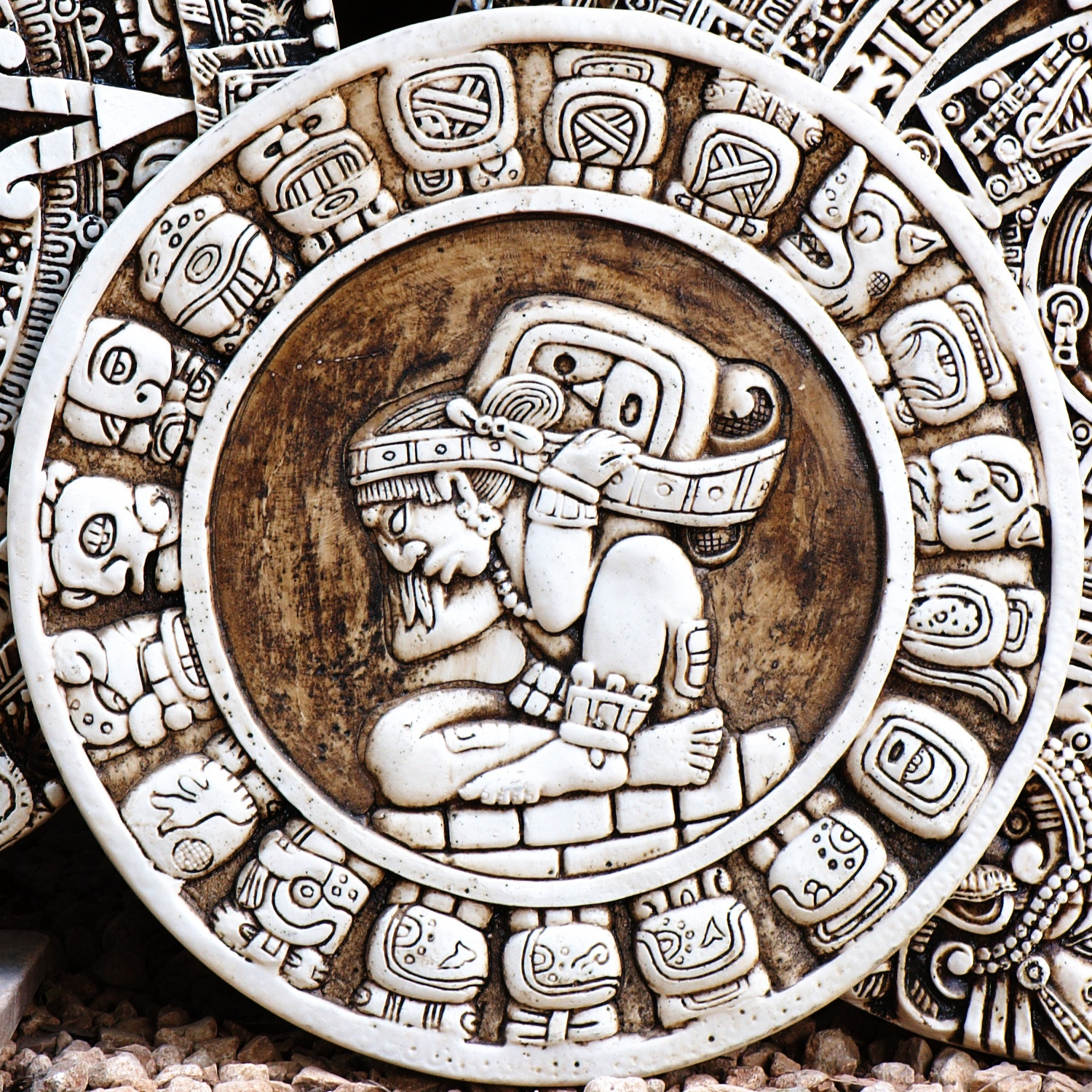
De Haab cyclus op een Maya-reliëf

De haab is het ongeschrikkelde Maya-jaar van 365 dagen.
Doordat niet geschrikkeld wordt, komt de haab iedere vier jaar ongeveer een dag voor te lopen op het natuurlijke zonnejaar (365,24 dagen). De Maya's beseften dit verloop wel, maar hielden andere kringlopen bij om het te verrekenen, bijvoorbeeld de eveningen en de langste en kortste dag. Misschien telden de Maya's er ongemerkt elke 52 jaar 13 dagen extra bij, zonder dat dit de vaste voortgang van de telling onderbrak. 
De haab bestaat uit 18 'maanden', Uinals genoemd, van 20 dagen, Kins genoemd. De laatste maand bestaat uit 5 dagen, Uayeb genoemd. Iedere maand had zijn eigen karakteristieke maandfeest, meestal aan het einde van de 'maand' gevierd. Alleen in de laatste maand werd er geen feest gevierd, in deze maand werd gedurende 5 dagen geprobeerd zo min mogelijk te werken. In deze dagen dacht men dat er allerlei onvoorspelbare zaken verwacht kon worden. Deze dagen bracht men dan ook door met offeren, meditatie en boetedoening. Ook was het van belang dat men zich onthield van geslachtsgemeenschap.
Deze kalender is tot stand gekomen doordat er priesters waren die de kalenders door middel van observeren, filosoferen en berekenen verder perfectioneerden.
De haab heeft in totaal 365 dagen en lijkt veel op ons jaarsysteem, meer dan de tzolkin. De Maya's hadden voor elke maand een andere god. Voor de 18 Uinals in de haab hadden ze de volgende goden:
1. POP: Jaguargod, voorgesteld door een geweven patroon.
2. UO: Ook een jaguargod. Hij reist door de onderwereld.
3. ZIP: Jachtgod.
4. ZOTZ: Vleermuizengod, verbonden met de regengoden.
5. TZEC: Jonge god die verbonden is met CAN, de luchtgod.
6. XUL: God van de ondergaande zon.
7. YAX KIN: God van de opkomende zon en altijd aanwezige zon.Ook verantwoordelijk voor droogte.
8. MOL: Watergod. God van het verzamelen of verkrijgen.
9. CHEN: Maangod.
10. YAX: God van de nieuwe en groeiende zaken.
11. ZAC: Witte sterrengod.
12. CEH: God van de jacht.
13. MAC: God van het afwerken die samenwerkt met de regen- en windgod.
14. KAN KIN: God van de gele zon.
15. MOAN: Vogelgod. Heeft verbanden met de watergoden.
16. PAX: God van de opkomende zon en de regen.
17. KAYAB: Maangod.
18. CUMKÚ: Graangod, is verbonden met de watergod.
19. Uayeb: 5 dagen buiten de reeks.

Nieuwjaarsdag was 1 Pop ('Mat'), maar Oudjaarsdag werd gezien als de dag waarop de volgende maand zich 'aandiende'. In plaats van 5 Uayeb werd hij daarom vaak 0 Pop geheten. De Maya's hadden voor het getal nul een aantal verschillende gliefen, afhankelijk van waar de nul betrekking op had.
Gezamenlijk met de tzolkin vormt de haab de kalender-kringloop. Na elke 52 haab-jaren oftewel 73 tzolkins (52 x 365 = 18.980 dagen = 73 x 260) komen de kalenders weer samen op dezelfde dag.